# Amarilli
Amarilli  è un nome proprio di persona italiano femminile.

## Varianti
- Femminili: Amarillide[2][4]

### Varianti in altre lingue
- Catalano: Amaril·lís[5]
- Greco antico: Ἀμαρυλλίς (Amaryllis)[3][6]
- Inglese: Amaryllis
  - Ipocoristici: Marilla[3]
- Latino: Amaryllis[1][3]
- Spagnolo: Amarilis[5][7]

## Origine e diffusione

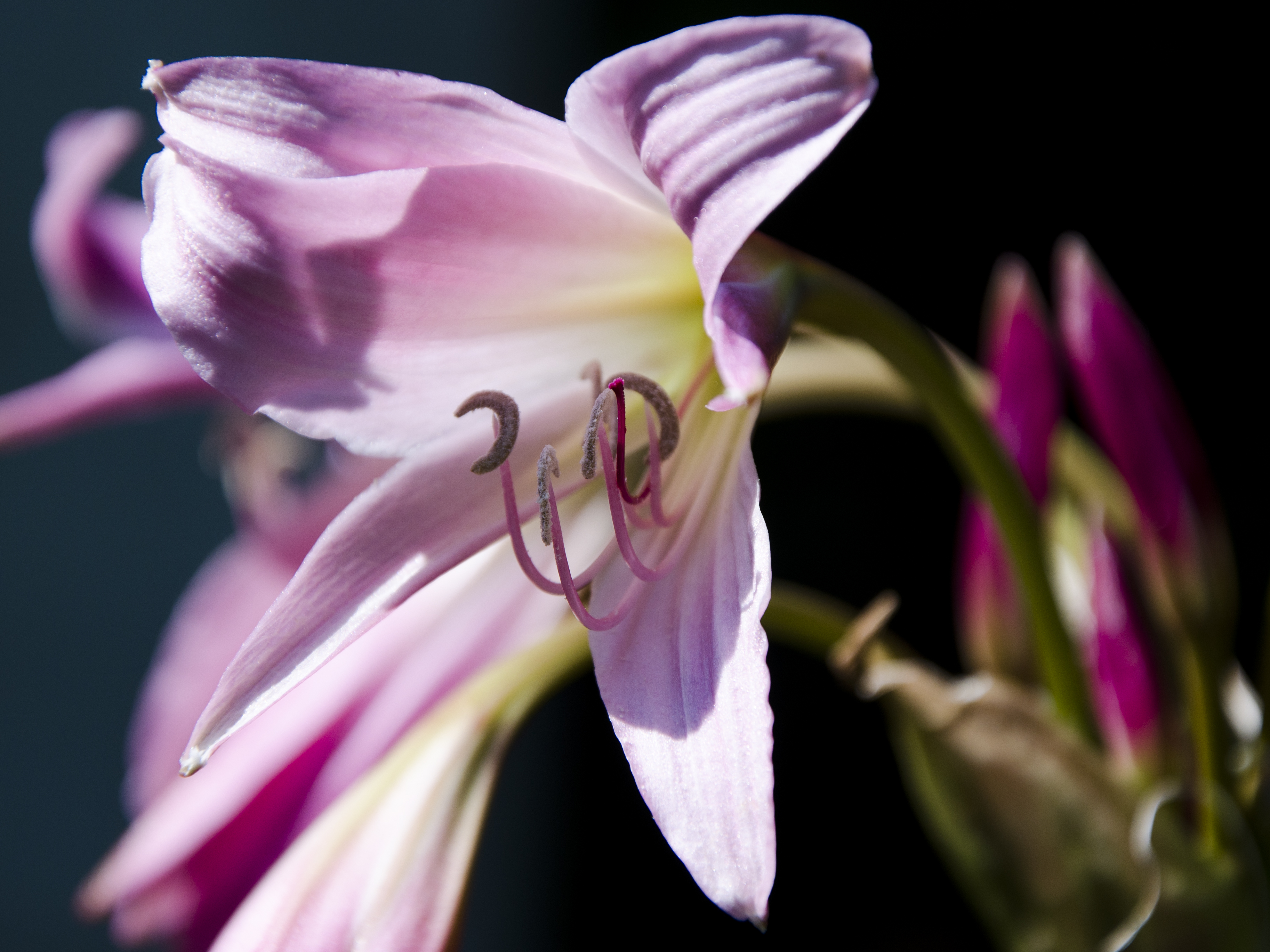
Dei fiori di Amaryllis belladonna

È un nome di tradizione letteraria, usato da vari autori classici, come Teocrito, Virgilio (Bucoliche) e Ovidio; ripreso durante il Rinascimento, venne adoperato anche da diversi autori inglesi, quali Spenser e Fletcher e venne adottato da Linneo che chiamò così il fiore dell'amarillide.
Etimologicamente deriva dal greco antico Ἀμαρυλλίς (Amaryllis), basato sul verbo ἀμαρύσσω (amarússō, "scintillare", "brillare"), col significato complessivo di "risplendente", "brillante", "splendida". Alternativamente, potrebbe risalire ad αμαρα (amàra, "solco irrigatorio", "condotto d'acqua", "canale").

## Onomastico
Nessuna santa porta questo nome, che è quindi adespota. L'onomastico ricorre pertanto il 1º novembre, ad Ognissanti.

## Persone
- Amarilli Etrusca, poetessa italiana
- Amarilli Nizza, soprano italiano